# 聖伯多祿天主教小學
聖伯多祿天主教小學（英語：St. Peter's Catholic Primary School），原名聖伯多祿學校，是天主教香港教區的一所小學，位於香港南區鴨脷洲玉桂山利東邨第二期。

## 校政管理
歷任校監
- 林祖明 神父[1]
- 伍國寶 神父

歷任校長
- 李炯輝 先生（上午校）[1]
- 林福生 先生（下午校）[2]
- 謝至美 女士(年份不詳-2016, 後調任白田天主教小學, 現任長沙灣天主教小學校長)
- 周詠詩 女士(2016-2022,後調任深井天主教小學)
- 林慧雯 女士(2022起)

## 歷史
此校為天主教香港教區屬下一間政府津貼男女學校，並為聖伯多祿中學直屬小學，有2位外籍英語老師。除常規課室24間外，該校設有操場2個、圖書館1個、特別室14個（包括電腦室、多媒體學習室、音樂室、體育室、教學資源室、會議室、會客室、美術台、學生輔導室、功課輔導室兩個、醫療室、家長教師會資源中心等）。

### 創校
1954年4月，理雅各神父由灣仔堂區調到香港仔，奉委牧養該堂區。為照顧教友子弟及一眾兒童，他在1958年籌建本校。由於校舍近海，故以宗徒聖伯多祿命名。在校舍未落成前，暫借香港仔舊大街嘉諾撒修院上課。初開一至三年級，共六班，及至1959年校舍落成，便遷入新址上課。校舍不大，只有兩層，設有課室6間、音樂室1間、校務處、教員室等。在當時的香港仔來說，已算是頗具規模的學校。
此校落成後，於1959年8月15日，由白英奇主教祝聖校舎，同年9月20日由教育司高詩雅先生主持揭幕儀式。當時只收錄男生，分上、下午部，共12班。

### 遷校
1988年，此校讓出校舍供其直屬中學擴展，其原因鑑於直屬中學在85至7年不敷應用，並遷進鴨脷洲利東邨一所設有24個課室的新校舍繼續教育工作，定名為「聖伯多祿天主教小學」。上、下午校共開辦48班，兼收男女學生。

### 轉為全日制
為了加強南區的教育服務，此校於2005年9月分為兩間全日制小學。上午校在原址繼續教育工作，下午校則遷到位於石排灣的新校舍，成為現今的香港仔聖伯多祿天主教小學。

## 著名/傑出校友
聖伯多祿學校校友
- 吳孟達：香港已故男演員

聖伯多祿天主教小學校友
- 陳志健：香港男演員[5]
- 張達倫：香港男演員[6]
- 葉曉欣：香港配音員（2005年下午校）
- 魯庭暉：香港電視娛樂（ViuTV）董事、總經理（1991年小六）

## 外部參考
- 聖伯多祿天主教小學 （页面存档备份，存于）